# Cher Cherā
Cher Cherā (persiska: چر چرا) är en ort i Iran.   Den ligger i provinsen Östazarbaijan, i den nordvästra delen av landet, 400 km väster om huvudstaden Teheran. Cher Cherā ligger 1 975 meter över havet och antalet invånare är 122.
Terrängen runt Cher Cherā är kuperad.Runt Cher Cherā är det ganska glesbefolkat, med 47 invånare per kvadratkilometer. Närmaste större samhälle är Davah Tāqī, 4,6 km söder om Cher Cherā. Trakten runt Cher Cherā består i huvudsak av gräsmarker.